# Стюарт, Эллиот
Эллиот Стюарт (англ. Elliot Stewart; род. 22 февраля 1988 года) — британский дзюдоист-паралимпиец, серебряный призёр летних Паралимпийских игр 2020 в Токио.

## Биография
Эллиот — сын британского дзюдоиста Денниса Стюарта, бронзового призёра летних Олимпийских игр 1988 года в Сеуле.
В 2018 году завоевал бронзовую медаль на чемпионате мира в Одивелаше (Португалия), в 2019 году — бронзу на чемпионате Европы в Генуе (Италия).
29 августа 2021 года принял участие на летних Паралимпийских играх 2020 в Токио в весовой категории до 90 кг. В четвертьфинале победил узбекского дзюдоиста Шухрата Бобоева, в полуфинале — украинца Александра Назаренко. В финале уступил иранцу Вахиду Нури и был награждён серебряной медалью Паралимпиады-2020.